# Empros
Empros — четвертий студійний альбом американського рок-гурту Russian Circles. Альбом вийшов 25 жовтня 2011 року під лейблом Sargent House. Він є першим альбомом гурту Russian Circles, що випускався виключно через Sargent House. Що ж до перших трьох альбомів, то Sargent House займалися випуском тільки лімітованих копій у грамплатівках, в той час як варіанти на компакт-дисках та в цифровому форматі видавалися через Suicide Squeeze Records або Flameshovel Records.
Russian Circles розпочали роботу над Empros у січні 2011 року. А в квітні 2011 року група увійшла в студію звукозапису Phantom Manor, що в Чикаго, Іллінойс, — із продюсером Брендоном Кертісом із гурту The Secret Machines та Interpol, який раніше займався продюсуванням їхнього альбому Geneva у 2009 році. Басист Браян Кук описав задум гурту для створення Empros, як спробу

| «…зробити запис із таким самим типом звучання та безперервністю музики, як на наших концертах — але із ще більшою конструктивною динамікою та драматичними переходами поміж піснями.»[8][9] Оригінальний текст (англ.) «…make the same ebb and flow of our live set happen on the record, with more constructive dynamics and dramatic bridging between songs.» |
У прес-релізі від Sargent House альбом був названий найважчим зі всієї дискографії Russian Circles на той час.
28 вересня 2011 року пісню «Mládek» зробили доступною для онлайн-прослуховування та вільного завантаження. Назву пісня отримала на честь Томаса Младека, водія автобусу, яким вони їздили під час свого європейського турне.
Альбом виходив під надзвичайно бурхливе схвалення критиків, зрештою здобувши загальну оцінку у 86 балів на сайті Metacritic. Зокрема, багато дописувачів зауважували, наскільки плавною, безперервною стала музика гурту з ходом часу. У своєму огляді для журналу Spin, критик Крістофер Р. Вайнґартен писав:

| «Хоча й виконує найважчу музику за всю свою кар'єру, гурт сяє найяскравіше, коли наближається до тієї межі, за якою вже починається інді-рок.»[6] Оригінальний текст (англ.) «Though crunching at their heaviest, the band still shines brightest when they edge toward indie-rock approachability.» |

## Список треків
| #     | Назва           | Тривалість |
| ----- | --------------- | ---------- |
| 1.    | «309»           | 8:50       |
| 2.    | «Mládek»        | 7:40       |
| 3.    | «Schipol»       | 6:16       |
| 4.    | «Atackla»       | 7:27       |
| 5.    | «Batu»          | 6:17       |
| 6.    | «Praise Be Man» | 4:35       |
| 41:05 |                 |            |

У цифровій версії тривалість композиції «Batu» становить 10:06 (із дроун-переходом).

## Учасники
Список учасників, які брали участь у створенні альбому Empros взятий із сайту Allmusic.
Russian Circles
- Браян Кук − бас-гітара, вокал у «Praise Be Man»
- Майк Салліван − гітара
- Дейв Тенкранц − ударні

Інші музиканти
- Філ Карнац − акордеон, віолончель

Продюсування та звукозапис
- Брендон Кертіс − продюсер, звукорежисер, мікшування
- Джо Ламберт — мастеринг
- Майк Ласт − звукорежисер
- Russian Circles − продюсер

Дизайн та графіка
- Сонні Кай − обкладинка альбому
- Дейв Тенкранц − знімки для альбому